# Oxford Street (Gloucester)
Oxford Street está situada na cidade de Gloucester, na Inglaterra. Corre entre London Road, no sul, e Oxford Road, no norte. Foi desenvolvida como terraços uniformes de estuque pelo advogado John Bowyer em um terreno que ele adquiriu em 1823.
Oxford Street é a localização de muitos edifícios listados:
- 1a-11, 15 e 17, Oxford Street[2]
- 29 e 31, Oxford Street[3]
- The Victoria Inn (1823-25)[4]
- 2 a 20, Oxford Street[5]